# Szászrégen és Vidéke
Szászrégen és Vidéke – A Közép-Maros mente magyar településeinek havi lapja. Szászrégenben szerkesztik, kiadója a szászrégeni Kolping Családi Társulás, nyomdai munkálatait a marosvásárhelyi Impress végzi. Első száma 2004 januárjában jelent meg. 

## Szerkesztői, működése
Főszerkesztője Fábián András György
Alapitótagok: Adorjáni László, Csernátoni József, Demeter József lp, Pakó Benedek kanonok plébános, id. Márk Endre
Újságtanács: Bözödi Sándor, Csernátoni József, Fábián András Gy., Nagy F. Atilla, dr. Zsigmond Zsolt
Szerkesztőbizottsági tagok: Balla Árpád plébános, Kiss Miki Melinda, Nagy F. Atilla, Nemes Árpád lp., Szabó Antal Loránd, Székely Rozália 
A helyi közéleti, egyházi és művelődési eseményekről írt tudósító cikkek mellett (pl. Fodor Nagy Éva vagy Orth István képzőművészeti kiállításairól szóló beszámolók, a Petőfi- vagy a Dsida-évfordulók megünneplése a Kemény János Művelődési Társaságban) rendszeresen közöl a vidék történetére vonatkozó sorozatokat: Biró Dónát 6 részes sorozatát Szászrégen műemléki jellegű épületeiről, Csernátoni József 21 részes tanulmányát a vidék felekezeti oktatásának múltjáról, Fábián András 11 részes tanulmányát a szászrégeni magyar színjátszásról, Magyary Levente sorozatát a szászrégeni cserkészmozgalomról, 2006–2008-ban egy 26 részből álló összeállítást a budapesti Terror Háza anyaga alapján az 1956-os magyar forradalomról.
Az általános műveltségi ismeretek gazdagításához járul hozzá Sárkány Kákonyi Iringó 22 folytatásban közölt kis zenetörténete, a vidék néprajzi hagyományainak feltárásához Csupán (Raposa) Melinda írása a szászok eljegyzési szokásairól. Török Béláné Lőrinczi Ildikó sorozatban közli visszaemlékezéseit az 1940-es évek dél-erdélyi helyzetéről.

## Külső hivatkozások
- A folyóirat honlapja